# مائو تسه‌تونگ
مائو زِدونگ (چینی: 毛泽东; پین‌یین: Máo Zédōng؛ ۲۶ دسامبر ۱۸۹۳ – ۹ سپتامبر ۱۹۷۶) یا مائو تْسه‌تونگ، سیاستمدار، انقلابی و نظریه‌پرداز سیاسی اهل چین بود که جمهوری خلق چین را در سال ۱۹۴۹، با شکست دادن نیروهای چیانگ کای‌شک، رئیس‌جمهور وقت چین، بنیان نهاد. پس از آن وی تا پایان عمر در رأس حکومت جمهوری خلق چین باقی ماند. مائو به مارکسیسم و به نقش برجسته دهقانان و روستاییان در انقلاب سوسیالیستی ایمان داشت و بر اهمیت فرهنگ به عنوان عنصری تأثیرگذار در اقتصاد سوسیالیستی تأکید می‌کرد. این برداشت از مارکسیسم که به مائوئیسم معروف است، بسیاری را در سراسر جهان به خود جذب کرد.
مائو در یک خانواده کشاورز در شائوشان در استان هونان به دنیا آمد. او در چانگشا تحصیل کرد و تحت تأثیر انقلاب ۱۹۱۱ و ایده‌های ملی‌گرایی و امپریالیسم‌ستیزی چین قرار گرفت. مائو در دوران کار به‌عنوان کتابدار در دانشگاه پکن، با مارکسیسم آشنا شد و بعدها در جنبش چهارم مه ۱۹۱۹ شرکت کرد. در سال ۱۹۲۱، مائو به‌عنوان یکی از اعضای بنیان‌گذار حزب کمونیست چین شناخته شد. پس از آغاز جنگ داخلی چین میان کومینتانگ و حزب کمونیست، مائو در سال ۱۹۲۷ قیام شکست‌خورده استان هونان را رهبری کرد و در سال ۱۹۳۱، شورای مرکزی جیانگشی را تأسیس نمود. او به ساخت ارتش سرخ چین کمک کرد و استراتژی جنگ چریکی را توسعه داد. در سال ۱۹۳۵، مائو در جریان راهپیمایی طولانی رهبری حزب کمونیست چین را به‌دست گرفت. حزب کمونیست در سال ۱۹۳۷ با آغاز جنگ دوم چین و ژاپن، در جبهه متحد دوم با کومینتانگ متحد شد، اما پس از تسلیم ژاپن در سال ۱۹۴۵، جنگ داخلی دوباره از سر گرفته شد. در سال ۱۹۴۹، نیروهای مائو حکومت ملی‌گرایان را شکست دادند و ملی‌گرایان به تایوان عقب‌نشینی کردند.
در ۱ اکتبر ۱۹۴۹، مائو رسماً جمهوری خلق چین را تأسیس کرد؛ نظام تک‌حزبی که تحت کنترل حزب کمونیست چین قرار داشت. او برنامه‌هایی برای تقسیم اراضی و صنعتی‌سازی کشور راه انداخت، مخالفان سیاسی را سرکوب کرد، در جنگ کره دخالت کرد و بر کمپین‌های ایدئولوژیکی مانند کارزار یک‌صد گل و کارزار ضد راست‌گرایان نظارت داشت. از سال ۱۹۵۸ تا ۱۹۶۲، مائو برنامه یک گام بزرگ به جلو را اجرا کرد که هدفش جمعی‌سازی کشاورزی و صنعتی‌سازی سریع کشور بود. این برنامه شکست خورد و باعث قحطی بزرگی در چین شد. در سال ۱۹۶۶، مائو انقلاب فرهنگی را آغاز کرد که با مبارزات طبقاتی خشونت‌آمیز، تخریب آثار تاریخی و پرستش شخصیت خود همراه بود. از اواخر دهه ۱۹۵۰، سیاست خارجی مائو تحت تأثیر اختلافات سیاسی با اتحاد جماهیر شوروی قرار گرفت و در دهه ۱۹۷۰، روابط خود را با ایالات متحده برقرار کرد. مائو در سال ۱۹۷۶ به علت حمله قلبی درگذشت. ابتدا هوآ گوئوفنگ جانشین او شد و سپس در سال ۱۹۷۸، دنگ شیائوپینگ جای او را گرفت. ارزیابی رسمی حزب کمونیست چین از میراث مائو، هم او را تحسین می‌کند و هم اشتباهات او در سال‌های آخر عمرش را پذیرفته است.
سیاست‌های مائو منجر به مرگ تعداد زیادی از مردم شد و ده‌ها میلیون نفر به دلیل قحطی، آزارهای سیاسی، کار اجباری در زندان‌ها و اعدام‌ها جان خود را از دست دادند. رژیم او توتالیتر توصیف شده است. مائو همچنین به خاطر تبدیل چین از یک شبه‌مستعمره به قدرت جهانی بزرگ و پیشبرد سوادآموزی، حقوق زنان، مراقبت‌های بهداشتی پایه، آموزش و امید به زندگی مورد تحسین قرار گرفته است. در چین مدرن، او به عنوان قهرمان ملی که کشور را از امپریالیسم رهایی بخشید، شناخته می‌شود. او به یکی از رهبران ایدئولوژیک در جنبش کمونیستی بین‌المللی تبدیل و الهام‌بخش سازمان‌های مائوئیستی مختلف شد.

## دوران کودکی

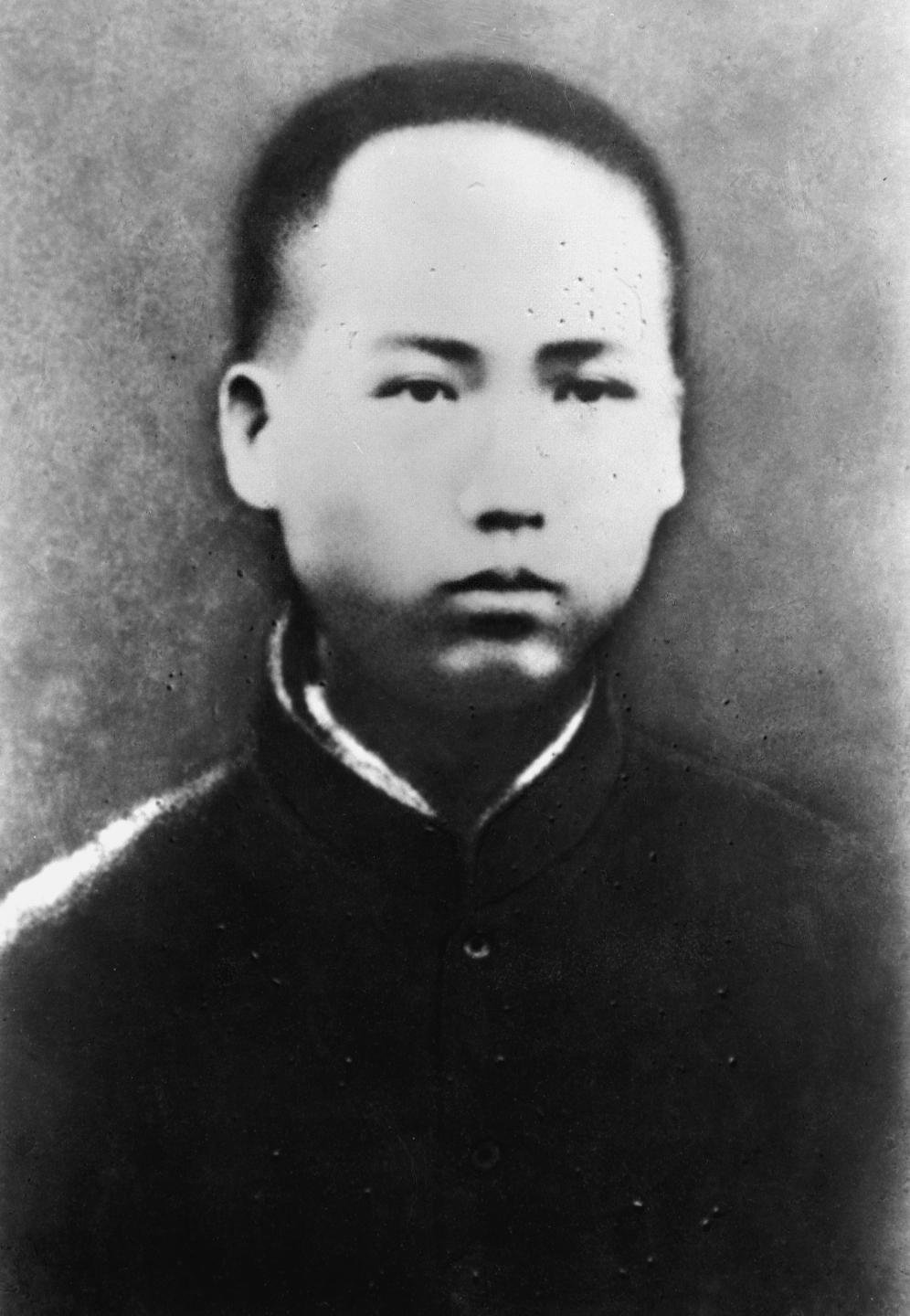
۱۹۱۳

مائو، در ۲۶ دسامبر ۱۸۹۳ در شاوشان، بخشی از استان هونان به دنیا آمد. خانواده او از طبقه کشاورز بودند، اما نسبت به دیگر هم‌محلی‌هایشان وضع مالی بهتری داشتند. مائو از دوران کودکی در مزرعه کار می‌کرد. خانواده‌اش او را در مدرسه‌ای معمولی نزدیک خانه‌شان ثبت‌نام کردند که در آن علوم و عقاید کنفسیوس، فیلسوف چینی را آموزش می‌دادند. پدر مائو، مردی سختگیر و دقیق بود و می‌خواست پسرش نیز فردی منظّم و با انضباط باشد. مائو نیز در مدرسه موفق بود، زیرا در خانه تحت تعلیم چنین پدر موشکاف و دقیق بزرگ می‌شد. مادرش نیز زنی مذهبی و آرام بود که به‌طور دقیق آداب و احکام دین بودا را اجرا می‌کرد و از همان دوران کودکی پسرش را به دینداری و اجرای احکام دینی تشویق می‌نمود.

## دوران جوانی
در اوایل سال ۱۹۱۱ میلادی، هنگامی که مائو ۱۸، ساله شده بود نیروهای انقلابی حزب ملی چین به رهبری سون یات سن بر امپراتوری منچو پیروز شدند. مائو به مدت ده سال به چانگنشا، پایتخت ایالت یون‌نان رفت. وی در این مدت تلاش‌های زیادی برای تغییرات سیاسی در جامعه و ایجاد یک فرهنگ جدید کرد. مائو، مدت کوتاهی وارد ارتش جمهوری خواهان شد و سپس به مدت شش ماه بدون وقفه به مطالعه در کتابخانه بزرگ شهر پرداخت.

## دوران دانشجویی
در سال ۱۹۱۸، مائو از مدرسه حقوق و اقتصاد چانگشا فارغ‌التحصیل شد و برای ادامه تحصیل به پکن سفر کرد. او توانست وارد دانشگاه پکن شود. به‌طور نیمه‌وقت در کتابخانه دانشگاه به کار دانشجویی مشغول شد تا بتواند هزینه دانشگاه و زندگی در شهر بزرگ پکن را فراهم سازد. مائو به دلیل اختلاف شدید مالی با دیگر همکلاسی‌ها، از رفاقت با آنان پرهیز می‌کرد و حتی از زندگی خود برای آنان چیزی نمی‌گفت. او در این زمان با تعدادی از روشنفکران و جوانان هم‌کیش خود، گروهی تشکیل داد که بعدها به بنیان‌گذاری حزب کمونیست چین منجر شد.

## دوران کار در مدرسه و ازدواج

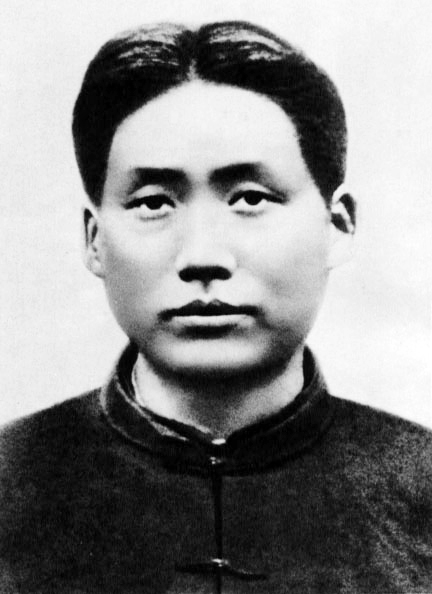
مائو در سال ۱۹۱۳

در سن سیزده سالگی پدرش با لوییگو، دختری از یک خانواده با وضعیت مالی متوسط که صاحب زمین بودند ترتیب ازدواج داد، اما مائو این ازدواج را نپذیرفت و خانه و خانواده‌اش را ترک کرد. در سال ۱۹۱۹ مائو به هونان بازگشت. در آن جا فعالیت‌های سیاسی‌اش را گسترش داد و تشکیلات سازمان یافته‌ای ایجاد کرد و به انتشار کتب و مقالات سیاسی پرداخت. او همچنین، مدیر مدرسه ابتدایی در هونان شد و تنها درآمدش همان حقوق ناچیز بود.
در سال ۱۹۲۰ مائو با (یانگ کای‌های) دختر یکی از معلمان مدرسه ازدواج کرد. یانگ کای‌های در سال ۱۹۳۰ در سازمان ملی‌گرایان چین استخدام شد. او با عقاید مائو کاملاً مخالف بود، لذا مائو تصمیم به ازدواج مجدد گرفت و از یانگ کای‌های به‌طور رسمی جدا شد و با هوتزوچن ازدواج کرد. همسر دوم مائو او را در رسیدن به اهدافش حمایت می‌کرد. با این وجود مائو زندگی مشترک با او را هم ادامه نداد و این دو در سال ۱۹۳۷ از یکدیگر جدا شدند. مائو بار دیگر در سال ۱۹۳۹ تصمیم به ازدواج گرفت و این بار جیانگ چینگ را به همسری برگزید.

## پایه‌ریزی حزب کمونیست چین

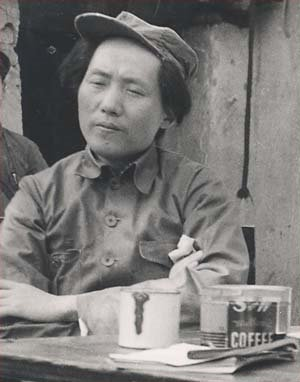
۱۹۳۰

در سال ۱۹۲۱ که حزب کمونیست چین در شانگهای سازمان‌دهی شد، مائو عضو اصلی آن حزب شد و در هونان رهبری طرفداران این حزب را به عهده گرفت. حزب جدید در یک بخش پیشرو شکل گرفت. مائو در بخش پیشرو در شانگهای، هونان و کانتون و سازمان‌های کارگری و رعیتی فعالیت‌های زیادی انجام داد و یک مؤسسه آموزشی برای کارگران و کشاورزان تأسیس کرد.
در همان سال چیانگ کای شک بعد از مرگ سون یات سن، سیاستمدار و رهبر انقلابی حکومت چین، کنترل حکومت و یک سال بعد کنترل ارتش ناسیونالیستی را به عهده گرفت. در سال ۱۹۲۷، چیانگ کای شک حکومت و عوامل آن را از کمونیست‌ها پاک کرد و افرادی که عضو حزب کمونیست بودند اخراج و زندانی شدند. او مائو را نیز به منطقه‌ای کوهستانی در جنوب چین تبعید کرد. اما حزب کمونیست چین دست از فعالیت نکشید و یک ارتش پارتیزانی تشکیل داد. در سال ۱۹۲۷ مائو (جنبش کشاورزان) را که خودش بانی آن بود، در هونان رهبری کرد و عقاید بالقوه‌اش دربارهٔ کشاورزان در چین را به نیرویی بالفعل تبدیل کرد.

## جنگ داخلی چین
جنگ داخلی چین تخاصمی نظامی در کشور چین بین کومینتانگ (حزب ناسیونالیست چین) و حزب کمونیست چین بود. این جنگ در ۱۹۲۷ با تصفیهٔ کومینتانگ از اعضای چپ و کمونیست آغاز شد، کشاورزان و کارگران حزب کمونیست چین را حمایت می‌نمودند و به این ترتیب، کم‌کم حزب کمونیست چین به رهبری کشاورزان و کارگران رسید. حزب کمونیست چین در سال ۱۹۳۰ نیروی تقریباً عظیمی را فراهم کرد و به سوی شهرهای بزرگ پیش رفت و توانست چند شهر را به تسلط خود درآورد.
در پی تلاش‌های حزب کمونیست چین، (ایالت کیانگسی) نیز تحت کنترل مائو قرار گرفت و کم‌کم نیروهای حزب کمونیست چین قدرتمندتر شدند.
در اکتبر ۱۹۳۵ مائو دستور راهپیمایی‌ای طولانی داد و پیرو دستور مائو، پارتیزان‌ها مسافت هزاران کیلومتر را پیاده‌روی کردند. به این وسیله مائو توانست تا حدی به هدفش برسد و یک حزب جدید در «ین‌آن» برقرار کند.

## حمله ژاپن به چین
در تاریخ ۷ ژوئن ۱۹۳۷ امپراتوری ژاپن به چین حمله کرد. هم نیروهای کومینتانگ و هم نیروهای حزب کمونیست چین در برابر ژاپن، ایستادگی کردند.
مائو در مدتی که به مبارزه مشغول بود، دست به نگارش برد و چندین مقاله و کتاب به رشته تحریر درآورد. در سال ۱۹۳۷ مقاله‌ای با نام «تناقض و تمرین» را نوشت. این مقاله براساس نظریات مارکس بود. در سال ۱۹۴۰ مقالهٔ دیگری با نام «دموکراسی جدید» را نوشت که در چین، یک نظریه منحصربه‌فرد معرفی شد.
در سال ۱۹۴۲ مقالهٔ «سخنرانی‌هایی در زمینهٔ ادبیات و هنر ین‌آن» را نگاشت. با ارائه مقالات، تعداد طرفداران او بیشتر و بیشتر شد، به طوری که در سال ۱۹۳۷ که طرفداران او ۴۰۰۰۰ نفر بودند، در سال ۱۹۴۵ به ۱۲۰۰۰۰ نفر رسید.
جنگ میان ناسیونالیست‌‌ها و کمونیست‌ها با شکسته شدن مرز میان این دو فرقه به پایان رسید. کمونیست‌ها حتی در آمریکا نیز نفوذ پیدا کردند و در سال ۱۹۴۶ تا ۱۹۴۹ رشد سریع پیروان کمونیسم نه تنها در چین، بلکه در گوشه و کنار جهان به وضوح دیده می‌شد. نهایتاً در ۹ سپتامبر ۱۹۴۵ جنگ میان دو کشور با تسلیم امپراتوری ژاپن توسط هیروهیتو پایان یافت.

## تأسیس جمهوری خلق چین
بعد از حمله ژاپن به چین، حزب کمونیست چین، با ژاپنی‌ها و «چیانگ کای شک» مبارزات زیادی داشت و با پایان جنگ جهانی دوم توانست جمهوری خلق چین را در سال ۱۹۴۹ تأسیس و تثبیت نماید.
از اوایل سال ۱۹۵۰ مائو، رهبر اصلی حزب شد و کنترل کمیسیون نظامی حزب کمونیست چین را به عهده گرفت. در سال ۱۹۵۳ بعد از مرگ استالین، موقعیت مائو به عنوان رهبر کمونیست‌ها پررنگ‌تر و برجسته‌تر شد.

### جنبش صدها گل
در آن زمان از لحاظ فرهنگی، جامعه چین نیاز به تغییر و دگرگونی داشت. مائو در سال ۱۹۵۷ کتابی با نام «تناقض صحیح میان مردم» را نوشت. در همین سال یک جنبش به نام «صدها گل» را بر پا کرد، که ترفند او برای پیروزی در کشمکش‌های ایدئولوژیک بر سر قدرت بود. روشنفکران چینی در این جنبش، سرکوب شدند.

### یک گام بزرگ به جلو
مائو در سال ۱۹۵۸ با هدف تغییر سریع اقتصاد و صنعتی کردن چین، طرح «یک گام بزرگ به جلو» را مطرح کرد. بر اساس این طرح، کلیه زمین‌های کشاورزی چین مصادره و به ۲۶ هزار واحد اشتراکی تقسیم شدند. در آن سال‌ها مائو اکثر محصولات زراعی چین را در مقابل دریافت کمک‌های نظامی و سیاسی به اروپای شرقی صادر کرد. او همچنین، مواد غذایی و پول به نهضت‌های کمونیستی در آسیا، آفریقا و آمریکای لاتین فرستاد. مائو در کنگرهٔ حزب در مه ۱۹۵۸ آغاز کارزار «جهش عظیم» را اعلام کرده بود. او در آن زمان به اطلاع شرکت‌کنندگان رسانده بود که آن‌ها نه‌تنها از مرگ مردم نباید بترسند، بلکه باید از این مرگ‌ها (که نتیجهٔ اجرای سیاست‌های حزبشان است) فعالانه استقبال کنند. مائو ادامه داده بود: «چه فاجعه‌ای رخ می‌داد اگر کنفوسیوس همچنان زنده بود؟ چوانگ تزو، فیلسوف تائوئیست، به‌درستی وقتی که همسرش مُرد، شروع کرد به آواز خواندن و شادی کردن. وقتی که آدم‌ها می‌میرند باید جشن گرفت… مرگ حقیقتاً شادی‌آور است… ما به دیالکتیک معتقدیم، و بنابراین نمی‌توانیم طرفدار مرگ نباشیم.»
در جریان اجرای این طرح که ۴ سال طول کشید، حدود ۳۸٬۰۰۰٬۰۰۰ نفر در اثر قحطی و کمبود مواد غذایی جان خود را از دست دادند. به تبع آن مبارزه قدرت (انقلاب فرهنگی چین) در سال‌های ۱۹۶۶ تا ۱۹۷۶ در حزب کمونیست چین شروع شد.
او در معاملات تجاری با هنری کیسینجر پیشنهاد داده بود که ده میلیون زن چینی به آمریکا صادر کند.

### انقلاب فرهنگی چین
مائو در سال ۱۹۶۶ انقلاب فرهنگی چین را که بزرگ‌ترین و اساسی‌ترین کشمکش قدرت در حزب کمونیست چین بود به رهبری همسرش جیانگ چینگ به راه انداخت. جیانگ چینگ برای حمایت از مائو ارتشی به نام گاردهای سرخ را از دانشجویان و دانش‌آموزان بر پا کرد. مائو در سال ۱۹۶۸ کتابی به نام کتاب سرخ نوشت (که در کشورهای غربی بیشتر با عنوان کتاب سرخ کوچک شناخته می‌شود). چهره‌های میانه‌رو حزب اخراج شدند. در سال ۱۹۶۸ مائو نام مرد برتر چین را از آن خود کرد. گاردهای سرخ در سال ۱۹۶۹ به دست ارتش چین سرکوب و نابود شد. پس از پایان انقلاب فرهنگی چین در اکتبر سال ۱۹۷۶، چین به دوره نوین توسعه تاریخی وارد شد. 

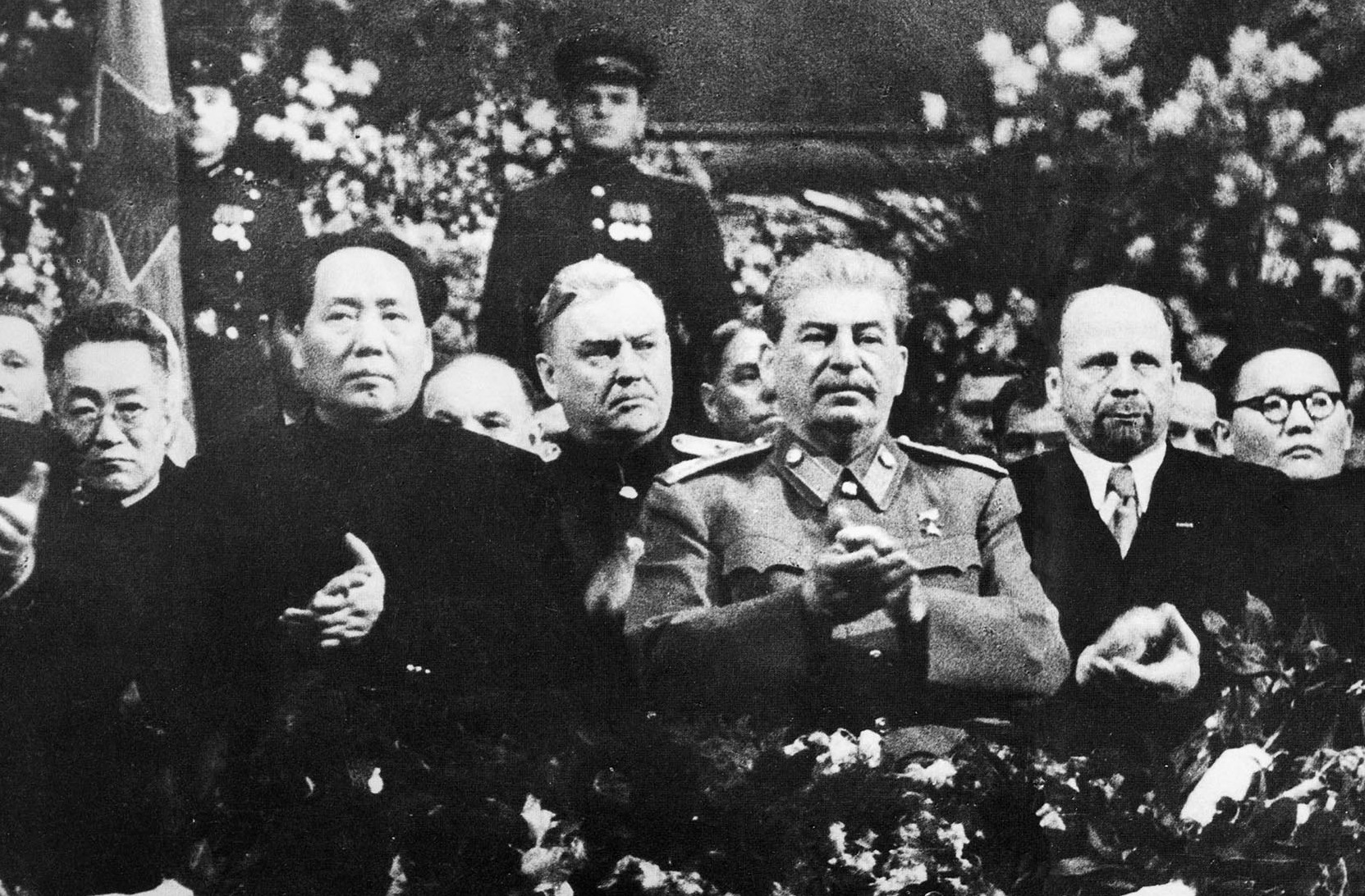
در هفتادمین سالگرد تولد ژوزف استالین، رهبر شوروی در مسکو (۱۹۴۹)

از اقدامات فرهنگی مائو می‌توان موارد زیر را نام برد:
- دخالت ارتش سرخ بر نوع پوشش مردم
- عدم تحمل آرایش موی بلند سر
- پوشیدن شلوار تنگ
- کفش‌های نوک تیز یا هر عاملی که نماد فرهنگ غرب بود.

این‌گونه اخطارها و آگاهی‌ها معمولاً با یک اخطاریه به پایان می‌رسید:
„مهلت برآوردن این خواسته‌ها هفتاد و دو ساعت است در صورت بی‌توجهی عواقب و مسئولیت آن با شماست.
«ارتش سرخ» “
آگهی‌های دیواری به پیروان مذاهب کاتولیک و پروتستان و بودایی عنوان‌هایی چون «تخم‌مرغ‌های لغزان، فریب‌دهندگان مردم، پناه دهنده جاسوسان، و مخالفان صدر مائو» می‌دادند. در بیرون کلیسای کاتولیک نیز تظاهراتی برپا می‌شد که در آن از مبلغین مذهبی به عنوان «ریاکاران بی‌شرم» نام برده می‌شدند. اینگونه اقدامات در ابتدا با استقبال مردم همراه بود اما در سال‌های بعد، مردم با گسترش روز به روز امور ممنوع روبرو شدند که زندگی آن‌ها را مختل می‌کرد، صدر مائو معتقد بود که رفتن دانشجویان و دانش‌آموزان به مناطق روستایی برای تربیت دگرباره ضروری است، اما آنچه که تاریخ حضور حزب کمونیست که در سال‌های حضورش بسیار پر رنگ است اقداماتی که تحت عنوان نوسازی فرهنگی و خود کفایی ملی باعث از بین رفتن صدها هزار نفر از دگراندیشان چینی و حتی سیاست‌مداران داخل حزب گردید.

## زندگی شخصی
زندگی خصوصی مائو در دوران حکمرانی‌اش کاملاً محرمانه نگه داشته شده بود. پس از مرگ مائو، لی ژی‌سویی، پزشک شخصی‌اش، کتابی به نام زندگی خصوصی رئیس مائو منتشر کرد که در آن به برخی جنبه‌های زندگی خصوصی مائو اشاره شده بود، مانند سیگار کشیدن پیوسته، اعتیاد به قرص‌های خواب‌آور قوی و تعداد زیاد شرکای جنسی او. برخی از اندیشمندان و افرادی که مائو را شخصاً می‌شناختند، دقت این روایت‌ها و توصیف‌ها را زیر سؤال برده‌اند.
مائو که در هونان بزرگ شده بود، به ماندارین با لهجه‌ای مشخص از هونان صحبت می‌کرد. راس ترایل نوشت که مائو «فرزند خاک» بود و از نظر خاستگاه «رعیتی و ساده» بود،در حالی که کلر هالینگورث گفت مائو به «روش‌ها و آداب کشاورزی خود» افتخار می‌کرد، لهجه‌ای قوی از هونان داشت و نظراتی صریح در مورد مسائل جنسی بیان می‌کرد. لی فیگون اظهار داشت که رک و باز بودن مائو به این معنی بود که او همچنان به «زندگی روزمره چینی‌ها» پیوند داشت.
استاد چین‌شناسی، سوارت آر. شرام، به بی‌رحمی مائو اشاره کرد، اما همچنین خاطرنشان کرد که او هیچ نشانه‌ای از لذت بردن از شکنجه یا کشتن به‌خاطر هدف‌های انقلابی نشان نداد. لی فیگون مائو را «دیکتاتور و خودکامه» دانست، اما بر این باور بود که او به شکل مرشد خود یعنی ژوزف استالین شرور نبود. الکساندر پانتسوف و استیون آی. لوین نوشتند که مائو «مردی با خلق و خوی پیچیده» بود که «سعی می‌کرد بهترین تلاش خود را برای بهبود وضعیت اقتصادی و کسب احترام بین‌المللی برای چین انجام دهد»، به گونه‌ای که نه «قدیسی بود و نه شیطانی.» آن‌ها اشاره کردند که در دوران جوانی، مائو تلاش می‌کرد «قهرمانی قوی، اراده‌مند و هدفمند باشد که هیچ زنجیره اخلاقی او را محدود نکند» و او «با اشتیاق به دنبال شهرت و قدرت بود.»
مائو یادگرفت کمی انگلیسی صحبت کند، به ویژه از طریق ژانگ هان‌ژی، معلم انگلیسی، مترجم و دیپلمات او که بعدها با چیائو ژوان هوا، وزیر امور خارجه و رئیس هیئت چین در سازمان ملل ازدواج کرد. انگلیسی صحبت کردن مائو محدود به چند کلمه، عبارت و جملات کوتاه بود. او در دهه ۱۹۵۰ تصمیم گرفت به شکل اصولی انگلیسی بیاموزد، که این کار بسیار غیرمعمول بود چون زبان خارجی اصلی که در آن زمان در مدارس چین تدریس می‌شد، روسی بود.

## مرگ مائو و رخدادهای بعد از آن
مائو سرانجام در ۹ سپتامبر ۱۹۷۶ در ۸۲ سالگی درگذشت. اکنون تشکیلات حکومت چین سال‌ها پس از مرگ مائو نیز او را بنیان‌گذار و پدر حکومت خود می‌داند. عکس او بر تمام اسکناس‌ها و مراکز اداری و دولتی چین درج شده است؛ اما بسیاری از مائوئیست‌ها و احزاب مائوئیستی، دولت چین را پس از مرگ مائو قبول ندارند. بعد از مرگ مائو، حزب کمونیست به ماندگاری خود در چین ادامه داد و در سال ۱۹۸۱ تغییرات زیادی را در چین رقم زد. البته بیشتر کارگران و کشاورزان بر این تصور که با طرفداری از مائو، حقوق از دست رفتهٔ خود را به دست می‌آورند، پیرو مائو بودند. بعد از مرگ مائو قوانین بنا شده توسط مائو نادیده گرفته شد.

## کتابزندگی خصوصی رئیس‌مائو
لی ژیشُی، پزشک شخصی مائو، کتابی با عنوان زندگی خصوصی رئیس‌مائو منتشر کرده که در آن خاطرات بیست‌ودو سال همراهی خود با مائو را ثبت نموده است. وی در مقدمه کتاب می‌نویسد که مائو زندگی خصوصی هولناکی داشته است. در ملأ عام، مائو چهره‌ای خونسرد، باوقار، دوستانه و باشخصیت از خود نشان می‌داد و تصویر مردی موقر، محترم و سالخورده را ارائه می‌کرد، اما در واقعیت زن‌باره‌ای تمام‌عیار بود. با افزایش سن، ماجراجویی‌های جنسی او هم شرم‌آورتر و هم گسترده‌تر می‌شد. لی ژیشُی اشاره می‌کند که مائو هیچ تفریح و سرگرمی دیگری جز این ماجراجویی‌ها که شامل ارتباط با شمار بسیاری از زنان جوان می‌شد، نداشت.
لی ژیشُی اظهار می‌دارد که این کتاب زندگینامه مائو نیست، بلکه روایتی است از مشاهدات و شنیده‌های وی در طول بیست‌ودو سالی که پزشک ویژه مائو بوده است. او کتاب خود را به یاد همسرش، لیلیان، تقدیم کرده که مشقات زندگی در کنار مائو را همراه او تاب آورده است. لی ژیشُی تصریح می‌کند که بدون حمایت بی‌شائبه و تشویق‌های پایدار لیلیان در زمان حیاتش، تکمیل این اثر ممکن نبود.

## صفحات وبگاه
- «مائو تسه‌تونگ». بایگانی‌شده از اصلی در ۲۸ سپتامبر ۲۰۰۷. دریافت‌شده در ۲۳ مرداد ۱۳۸۶.
- «ماتو تسه‌تونگ». بی‌بی‌سی فارسی. دریافت‌شده در ۲۳ مرداد ۱۳۸۶.[پیوند مرده]
- چین نوین
- آمار و ارقام از World Book, CIA بایگانی‌شده  در ۲۶ ژوئن ۲۰۰۶ توسط Wayback Machine
- مائو، خدای دروغین
- پیاده‌روی طولانی و حقیقت
- مائو و مائوییست‌ها (بخش اول)
- مائو و مائوییست‌ها
- جمهوری خلق چین و ارزیابی تاریخی سوسیالیسم
- مقایسه روسیه با چین

## کتب و نشریات
Li, Zhisui. 1994. The Private Life of Chairman Mao [زندگی خصوصی رئیس مائو]. Translated by Tai Hung-Chao. Edited by Anne F. Thurston. Random House. EPUB.